# An-Nukat al-badīʿāt ʿalā al-Mauḍūʿāt
An-Nukat al-badīʿāt ʿalā al-Mauḍūʿāt (arabisch النكت البديعات على الموضوعات ‚die wundervollen Bemerkungen zu dem Buch al-Mauḍūʿāt‘) oder Taʿaqqubāt ʿalā al-Mauḍūʿāt (arabisch تعقبات على الموضوعات ‚Kritischer Kommentar zu dem Buch al-Mauḍūʿāt‘) behandelt ein zentrales Thema der Hadithwissenschaft, nämlich waḍʿ al-ḥadīṯ. Hierbei handelt es sich um die Erfindung bzw. die Verfälschung von Überlieferungen, die der Bekräftigung bzw. Untermauerung der eigenen (politischen, theologischen usw.) Position dienen und dem Propheten Muhammad als Autoritätsquelle zugeschrieben werden. In dem vorliegenden Werk geht der Autor, Dschalāl ad-Dīn as-Suyūtī (gest. 1505), kritisch auf das Buch al-Mauḍūʿāt min al-aḥādīṯ al-marfūʿāt des Hanbaliten Abū al-Faradsch ʿAbd ar-Rahmān ibn ʿAlī ibn al-Dschauzī (gest. 1201) ein, welches eine Sammlung solcher erfundenen Hadithe darstellt. Basierend auf seiner Überprüfung berichtigt as-Suyūṭī 338 Hadithe, die Ibn al-Dschauzī für mauḍūʿ (erfunden bzw. verfälscht) hielt, obwohl sie zum Teil nur ḍaʿīf (schwach) oder ḥasan (gut) und einige von ihnen sogar ṣaḥīḥ (gesund) sind. Solche berichtigten Hadithe wurden in den sechs anerkannten sunnitischen Hadith-Büchern und anderen angesehenen Hadithwerken überliefert.

## Hintergrund und Textgeschichte
Als ein hadiṯ mauḍūʿ wird eine Überlieferung bezeichnet, die bewusst erfunden wurde. Hierbei wurde entweder die Überlieferungskette (isnād) oder der Inhalt des Hadith (matn) oder sogar beides vorsätzlich verfälscht. Demgegenüber wird die ungenaue und dadurch fehlerhafte Übermittlung eines Hadith hadiṯ baṭil (ungültige Überlieferung) genannt.
Die Hadith-Verfälschung ist ein Phänomen, dessen Beginn zeitlich nicht eindeutig situiert werden kann. Dementsprechend herrscht darüber eine Meinungsverschiedenheit. Während einige Forscher das Kalifat von ʿUṯmān ibn ʿAffān (644–656) als Ausgangspunkt angeben, legen andere den Beginn solcher Verfälschungen auf die Zeit des ersten Kalifen, Abū Bakr (632–634), fest und zwar während der Apostasiekriege (ridda) gegen jene, die nach dem Ableben Muhammads im Jahre 632 vom Islam abfielen oder der Zakat-Pflicht nicht mehr nachkamen. Die Mehrheit der muslimischen Gelehrten datiert den Anfang dieser erfundenen Hadithe auf die Zeit nach dem politischen Streit zwischen dem vierten Kalifen, ʿAlī ibn Abī Tālib (gest. 661), und dem Gouverneur von Syrien, Muʿāwiya ibn Abī Sufyān (gest. 680), der zu einer militärischen Konfrontation und der Spaltung der Muslime in verschiedene Fraktionen führte. Daraufhin stützte sich jede Gruppe auf Koran und Sunna, um ihre eigenen Ansprüche zu rechtfertigen.
Die Motive für die Hadith-Verfälschung waren vielfältig. Dazu gehören insbesondere egoistische Gründe wie die Verteidigung der eigenen Position in einer politischen Auseinandersetzung. Ein Beispiel hierfür ist der Führungsstreit zwischen ʿAlī und Muʿāwiya. Weitere Beweggründe waren die Stärkung der eigenen Denkschule und deren theologischen Ansichten, das Diskreditieren anderer Ethnien oder aber vermeintlich „gute Absichten“, nämlich die Verbreitung von verfälschten Hadithen durch einen frommen Muslimen als religiöse und moralische Motivation für seine Mitmenschen.
Zu den Reaktionen der muslimischen Gelehrten auf diese Verfälschungen gehört, neben der Etablierung der Hadith-Kritik, die Erstellung einer Literaturgattung, deren Absicht darin besteht, das im Korpus der Hadithe enthaltene erfundene Material aufzudecken und zu isolieren. Hierbei handelt es sich um Hadith-Sammlungen für erfundene Hadithe. Ein Referenzwerk dieser Literaturgattung ist al-Mauḍūʿāt min al-aḥādīṯ al-marfūʿāt von Abū al-Faradsch ʿAbd ar-Rahmān ibn ʿAlī ibn al-Dschauzī (gest. 1201). In dieses Genre lässt sich auch das vorliegende Buch as-Suyūtīs einordnen.
In der Einleitung zu dem behandelten Werk lenkt as-Suyūtī die Aufmerksamkeit auf verschiedene Gelehrten, welche das Buch al-Mauḍūʿāt von Ibn al-Dschauzī kritisierten. Die Kritik – vor allem von Ibn Hadschar (gest. 1449) – betrifft die „Nachlässigkeit“ bei der Bezeichnung einiger Hadithe als mauḍūʿ, obwohl sie zum Teil nur ḍaʿīf (schwach) oder ḥasan (gut) und einige von ihnen sogar ṣaḥīḥ (gesund) sind. As-Suyūṭī zitiert weiter von Ibn Ḥadschar, der einen Vergleich zwischen Ibn al-Dschauzīs Werk und jenem von al-Hakim an-Nisāburī (gest. 1014) mit dem Titel al-Mustadrak ʿalā asch-Schaikhain anstellt. In letzterem Buch intendiert der Autor, weitere authentische Hadithe unter Berücksichtigung der Bedingungen von al-Buchārī (gest. 870) und/oder Muslim (gest. 875) hinzuzufügen. Ibn Ḥadschar betrachtet die Leistung beider Gelehrten größtenteils als gut, betont indes die Notwendigkeit, beide Werke zu überprüfen. Während sich der Historiker und Hadith-Gelehrte Schams ad-Dīn aḏ-Ḏahabī (gest. 1348), laut as-Suyūṭī, mit dem Buch al-Mustadrak kritisch auseinandersetzt, hätte diesen Schritt niemand vor ihm bezüglich des al-Mauḍūʿāt von Ibn al-Dschauzī gewagt. Demzufolge besteht as-Suyūṭīs Ziel darin, dieses Werk einer Überprüfung sowie ggf. einer Überarbeitung zu unterwerfen. Hierzu verfasste er insgesamt drei Schriften. In einem ersten Werk widmet sich as-Suyūṭī zunächst nur einem Auszug aus Ibn al-Dschauzīs Werk, in dem sich einige Hadithe finden, welche fälschlicherweise als erfunden bezeichnet wurden. In der sich diesem Werk anschließenden umfassenden Überarbeitung kommentiert er detailliert jene Hadithe und berichtigt sie mithilfe von stichhaltigen Argumenten. Zuletzt liefert as-Suyūṭī in dem vorliegenden Buch an-Nukat al-badīʿāt ʿalā al-Mauḍūʿāt eine Zusammenfassung seiner umfassenden Abhandlung zu jenen verfälschten Hadithen.

## Textzeugen
As-Suyūtīs Buch wurde durch einige Handschriften überliefert, die sich in verschiedenen Bibliotheken befinden. Dazu zählen insbesondere die Ägyptische Nationalbibliothek in Kairo, in der mehrere Manuskripte aufbewahrt werden, sowie die Ahmadīya-Bibliothek in Aleppo und die Ahqāf-Bibliothek in Jemen. Außerdem verfügt die Staatsbibliothek zu Berlin (Nr. 1641/10) über eine weitere Handschrift. Die erste gedruckte Ausgabe des Buches stammt aus dem Jahr 1886 und wurde in Lahore veröffentlicht.

## Aufbau und Inhalt
Das zu behandelnde Buch besteht aus 18 Kapiteln. Das Incipit lautet: al-ḥamdu li-Llāhi wa ṣ-ṣalātu wa-s-salāmu ʿalā raṣūli l-Llāh.
In seiner kritischen Auseinandersetzung mit den Hadithen, die von Ibn al-Dschauzī in seinem al-Mauḍūʿāt als erfunden bewertet wurden, wendet as-Suyūṭī folgende Vorgehensweise an:
Zunächst zitiert er die betroffenen Hadithe, doch gibt er diese in einer gekürzten Version wieder. So wird die Überlieferungskette nicht vollständig dargestellt, sondern lediglich die Person (in der Regel ein Prophetengefährte oder eine -gefährtin), die den Hadith als erstes übermittelt bekommen hat. Zudem wird oftmals auch der Text an sich in gekürzter Form angeführt. Die sich daran anschließende Korrektur as-Suyūṭīs bezieht sich entweder auf die gesamte Überliefererkette (isnād) bzw. einzelne Überlieferer (rāwī), den Ibn al-Dschauzī der Verfälschung des Hadith bezichtigt, oder auf den Inhalt des Hadith (matn).
Gründe für die Berichtigung:
- In Bezug auf den rāwī: Hierbei geht es um die Verteidigung einzelner Überlieferer, welche Ibn al-Dschauzī einer Lüge bezichtigte oder einer Verfälschung verdächtigte, indem er Zitate von anerkannten Hadith-Gelehrten anführt, welche die Vertrauenswürdigkeit der betroffenen Person betonen bzw. Hadithe von dieser in ihrer Hadith-Sammlung als zuverlässig bezeichnen.

- In Bezug auf die isnād: Selbst wenn Ibn al-Dschauzī den betroffenen Überlieferer zurecht kritisiert, verweist as-Suyūṭī auf weitere alternative Überlieferungswege, über die der betroffene Hadith tradiert wurde und welche gesünder als jene seien, die Ibn al-Dschauzī als Grundlage für seine Beurteilung verwendet hat. Eine andere Möglichkeit besteht laut as-Suyūṭī darin, dass der betroffene Hadith von anerkannten Hadith-Gelehrten hinsichtlich seiner Authentizität überprüft und auf zuverlässige Quellen zurückgeführt wird.

- In Bezug auf den matn: Die Berichtigung kann auch mithilfe anderer Überlieferungen vorgenommen werden, welche – auch wenn sie sich nicht wortwörtlich gleichen – zumindest in thematischer Hinsicht den gleichen Sinn wie der untersuchte Hadith vermitteln.

Das berichtigte Hadith-Material wird in 18 Kapitel nach Bereichen der islamischen Normenlehre unterteilt, welche jeweils eine unterschiedliche Anzahl von Hadithen umfassen:
1. Monotheismus (at-tauḥīd): Hadithe 1. – 15.
2. Das Wissen (al-ʿilm): Hadithe 16. – 31.
3. Vorzüge des Korans (faḍāʾil al-qurʾān): Hadithe 32. – 40.
4. Die rituelle Reinheit (aṭ-ṭahara): Hadithe 41. – 43.
5. Das Gebet (aṣ-ṣalāh): Hadithe 44. – 64.
6. Die Beerdigungen (al-dschanāʾiz): Hadithe 65. – 111.
7. Die Pilgerfahrt (al-ḥadsch): Hadithe 112. – 121.
8. Der Barverkauf (al-bayʿ): Hadithe 122. – 135.
9. Die Eheschließung (an-nikāḥ):  Hadithe 136. – 140.
10. Die Erbaufteilung (al-farāʾiḍ): Hadithe 141. – 144.
11. Die Straftaten (al-dschināyāt): Hadithe 145. – 151.
12. Die Speisevorschriften (al-aṭʿima): Hadithe 152. – 170.
13. Die Bekleidung (al-libās): Hadithe 171. – 179.
14. Soziale Etikette und Morallehre (al-adab wa-r-raqāʾiq): Hadithe 180. – 255.
15. Die Schöpfungsgeschichte und die Propheten (bidʿ al-chalq wa-l-anbiyāʾ): Hadithe 256. – 273.
16. Die Eschatologie (aschrāṭ as-sāʿa): Hadithe 274. – 275.
17. Die Auferstehung (al-baʿṯ): Hadithe 276. – 291.
18. Die Personentugend (al-manāqib). Hierbei geht es insbesondere um die Tugend von Propheten und Gefährten: Hadithe 292. – 338.

Die von as-Suyūṭī berichtigten Hadithe belaufen sich insgesamt auf 338, darunter einige, die in den anerkannten Hadith-Sammlungen, vornehmlich in den sechs Hadith-Büchern der Sunniten, vorkommen. Dazu gehören ein Hadith in der Hadith-Sammlung von al-Buchārī, ein Hadith in der Hadith-Sammlung von Muslim, 9 Hadithe im Sunan-Werk von Abū Dāwūd (gest. 889), 30 Hadithe im Sunan-Werk von at-Tirmidhī (gest. 892), 10 Hadithe im Sunan-Werk von an-Nasāʾī (gest. 915), 30 Hadithe im Sunan-Werk von Ibn Mādscha (gest. 887). Somit handelt es sich um insgesamt 81 Hadithe. Darüber hinaus sind 38 im Musand von Ahmad Ibn Hanbal (gest. 855) enthalten.
Von besonderer Relevanz sind dabei die zwei Hadithe bei al-Buchārī und Muslim, die als Beispiele für die Berichtigungen as-Suyūṭīs angeführt werden sollen. Der erste Hadith lautet: „Das Wertvollste, wofür man bezahlt wird, ist das Erlernen von Allahs Buch.“ Ibn al-Dschauzī beurteilte einen der Überlieferer dieses Hadith, nämlich ʿAmrū ibn al-Machram al-Baṣrī, als unverlässlich und bezichtigte ihn der Erzählung von unbekannten fragwürdigen Hadithen. Bei al-Buchārī sollte dieser Hadith über einen anderen gesunden Überlieferungsweg tradiert werden. Im zweiten Hadith berichtet Abū Huraira, dass der Gesandte Gottes sagte: „Wenn du eine Zeit lang lebst, wirst du sicherlich sehen, wie die Menschen (morgens) im Zorn Allahs aufstehen und abends unter dem Fluch Allahs aufstehen, und in ihren Händen werden Peitschen sein wie der Schwanz eines Ochsen.“ As-Suyūṭī berichtigte diesen Hadith durch die Verteidigung dessen Überlieferers, Aflaḥ ibn Saʿid, den Ibn al-Dschauzī für verdächtig hielt. Hingegen betont as-Suyūṭī, dass Aflaḥ ibn Saʿid vertrauenswürdig sei und dass keiner der prominenten Hadith-Wissenschaftler ihn kritisiert habe.